# Verwaltungsgemeinschaft Westendorf
Die Verwaltungsgemeinschaft Westendorf im schwäbischen Landkreis Ostallgäu besteht seit der Gemeindegebietsreform am 1. Mai 1978. Ihr gehören als Mitgliedsgemeinden an:
1. Kaltental, Markt, 1715 Einwohner, 22,15 km²
2. Oberostendorf, 1472 Einwohner, 21,04 km²
3. Osterzell, 712 Einwohner, 10,80 km²
4. Stöttwang, 1906 Einwohner, 19,80 km²
5. Westendorf, 1932 Einwohner, 11,93 km²

Sitz der Verwaltungsgemeinschaft ist Westendorf.